# Гелаєв Руслан Германович
Русла́н (Хамза́т) Германович Гела́єв (справжнє ім'я Решид; *1964, Гой-Чу, Чечня — †28 лютого 2004, Дагестан) — учасник російсько-чеченських війн, польовий командир, дивізійний генерал Чеченської республіки Ічкерія.

## Життєпис
Про життя Руслана Гелаєва існує багато суперечливої інформації. Народився 1964 року (за іншими даними у 1965) в селі Комсомольське Урус-Мартановського району Чечено-Інгушської АРСР. За одними даними, працював будівельником, за іншими — на грозненській нафтобазі, за іншими — був злочинцем. У 1980-х Гелаєв працював у Омській області, де одружився з місцевою мешканкою. У 1988 р. у нього народився син Рустам.

### Грузино-абхазький конфлікт
У 1992–1993 рр. разом із Шамілем Басаєвим брав участь у грузино-абхазькому конфлікті на абхазькому боці у складі загонів Конфедерації народів Кавказу. До кінця війни став одним із найавторитетніших польових командирів.

### Перша російсько-чеченська війна
З 1993 р. командував полком спеціального призначення «Борз». У травні 1995 керував Шатойським сектором Чечні. В загонах Гелаєва воювало 800-900 озброєних бійців.
У січні 1996 р. Гелаєва призначили командувачем Південно-Західного сектора. Йому підпорядковувалось все Південно-Західне угруповання, в тому числі й Західний фронт ЗС ЧРІ. 16 квітня 1996 р. Гелаєв із Хаттабом влаштували засідку коло села Яришмарди в Аргунській ущелині, в яку потрапила колона російських військ. 76 російських військовослужбовців загинуло, 54 були поранені. Брав участь у двох штурмах Грозного — 6-8 березня і 6-11 серпня 1996 р. Під час першого штурму Гелаєв, протримавшись у місті 3 дні, відступив. У результаті другого штурму Грозний був повністю звільнений чеченськими бійцями, що поклало кінець Першій російсько-чеченській війні. Російська сторона змушена була сісти за стіл переговорів і підписати Хасав'юртівську угоду.

### Період між війнами
Після війни здійснив хадж до Мекки, змінивши ім'я на Гамзат. У квітні 1997 р. призначений віцепрем'єром з питань територій в уряді Зелімхана Яндарбієва, потім віцепрем'єром з будівництва в уряді Аслана Масхадова. В січні 1998 р. відмовився від посади міністра оборони в уряді Шаміля Басаєва.

### Друга російсько-чеченська війна
Під час Другої російсько-чеченської війни очолював Північно-Західний фронт ЧРІ, Південно-західний сектор оборони Грозного, потім був призначений командувачем оборони міста.
Після відступу основних чеченських сил з Грозного Гелаєв перегрупував бійців, що вийшли з оточення і планував провести рейд тилами російських військ (планувалося захопити Моздок та інші міста Північної Осетії). Та російській розвідці стало відомо про наміри Гелаєва. Коли в селі Комсомольське сконцентрувалися основні сили його угруповання (1000—1500 бійців), село було оточене російськими військами. 5-21 березня 2000 року розпочався штурм села, в ході якого тяжкі втрати понесли обидві сторони. Після захоплення російськими військами Комсомольського Гелаєв з невеликими групами бійців відступив на територію Грузії в Панкіську ущелину.

### Рейд до Абхазії
25 вересня 2001 р. Гелаєв на чолі свого загону (коло 500 бійців) за підтримки грузинської армії увійшов до Гульрипшського району Абхазії, рейд закінчився невдачею. Під час рейду був збитий гелікоптер зі спостерігачами зі складу МООННГ, при цьому загинуло дев'ятеро людей.

### Рейд до Інгушетії
Влітку 2002 року вояки Гелаєва проривалися з Панкіської ущелини Грузії в Чечню і ліквідували 8 російських прикордонників у Кодорській ущелині. 20 вересня гелаївці з'явилися біля селища Тарське в Північній Осетії, де атакували патрульну машину федеральних сил, яка виявила їх, після чого попрямували в Інгушетію в район села Галашки, звідки вони мали намір вирушити до чеченського села Бамут. Однак після інциденту в Тарському місцезнаходження бійців було блоковано, і 24-26 вересня біля Галашок пройшов бій. Бійці ліквідували понад 30 російських військових і міліціонерів, збили вертоліт Мі-24, проте вони були розсіяні й частково знищені, частині ж вдалося прорватися до Чечні в районі Бамута.
У січні 2003 року міністр держбезпеки Грузії Валерій Хабурзанія підтвердив, що група Гелаєва перебувала в Чечні, куди перебралася з Панкіської ущелини 2002 року. За його твердженням, «Гелаєв покинув ущелину в серпні-вересні», коли Грузія проводила там антикримінальну операцію.
У липні 2003 року Ахмат Кадиров заявив, що вів з Гелаєвим переговори про складання зброї, за словами Кадирова той «не пов'язаний з викраденнями людей, не пов'язаний з Яндарбієвим і Удуговим».

### Загибель у Дагестані
З серпня по грудень 2003 року загін Гелаєва здійснив перехід з Інгушетії в Шаройський район Чечні — для подальшого відходу в Грузію на зимівлю. Зумівши до кінця року згрупувати більшу частину своїх сил, він зробив спробу піти туди через Дагестан.
Вийшовши 30 листопада через селища Кірі Шаройському району Чечні, керована ним група не встигла до закриття на зиму перевалу Баци-Буца, до якого вони вийшли 8 грудня. Там був глибокий сніг і сильний мороз, сам Гелаєв серйозно відморозив ноги, дух повстанців похитнувся, і в ході молитви Руслан звернувся до підлеглих зі словами «Аллах випробовує нас холодом і голодом…» і закликав їх набратися мужности — цей епізод відображений на останній його прижиттєвій відеозйомці.
15 грудня 2003 р. загін Гелаєва, який нараховував 36 комбатантів, вступив до гірської частини Цунтинського району Дагестану, та був оточений російськими військами. Бійці Гелаєва знищили дев'ятьох російських прикордонників, захопили село Шаурі, потім перейшли до сусіднього села Галатлі. Потрапивши в оточення, вони поділилися на невеликі групи й намагались прорватися, однак в ході запеклих боїв, що тривали кілька тижнів, основна частина загону була розгромлена. 27 грудня троє російських військовослужбовців, переслідуючи Гелаєва, підковзнулися на льоду та впали у прірву в районі села Мікалі Цунтинському району.
28 лютого 2004 р. Гелаєв загинув під час зіткнення з російськими прикордонними військами.
Чеченська версія загибелі Руслана Гелаєва:

Гелаєва, який відстрілювався з ручного кулемета, атакував бойовий російський гелікоптер. Під час чергового нальоту чергою з крупнокаліберного кулемета йому відірвало руку. Гамзат притулився до виступу скелі та вів бій, доки не помер від втрати крові. Навіть після його смерті окупанти впродовж кількох годин не наважувались підійти до нього, стріляючи у мертвого командира. Коли вороги підійшли до Шахіда, то побачили, що в здоровій руці Гелаєв затиснув лимонку з наполовину висмикнутою чекою.
Російські версії загибелі Руслана Гелаєва:
1. Як розповідають у відділенні міліції села Бежта, вниз вздовж Чаєхі йшли двоє 22-річні місцеві жителі — рядові Абдулхалік Курбанов і Мухтар Сулейманов. Відслуживши строкову службу, хлопці залишились охороняти кордон за контрактом […]
В чоловікові, що йшов назустріч, навіть досвідчений прикордонник не впізнав би Гамзата. Скуйовджена борода, чорні спортивні штани «Адідас» з витягнутими колінами, потерта куртка-аляска, гумові чоботи до колін і в'язана шапочка робили його подібним швидше до бомжа, аніж на грізного польового командира. Перебіг подальших подій тепер вже ніколи не вдасться відтворити. Швидше за все, хтось із прикордонників окликнув його чи спробував перевірити документи — у відповідь пролунала автоматна черга.
Вогонь вівся практично впритул — очевидно, Гелаєв до останнього моменту ховав вкорочений автомат Калашникова під курткою, тому обоє прикордонників одразу впали, сходячи кров'ю. Кулею, що попала в голову, рядовий Сулейманов був убитий на місці. Абдулхалік Курбанов, поранений в груди, встиг вистрелити у відповідь. Його кулі роздробили лівий лікоть Гелаєва і практично відірвали руку. Та пораненого бойовика не зупинили. Зі слів міліціонерів, смерть рядового Курбанова також настала від кульового поранення в голову — Гелаєв добив його двома вистрілами упритул. Причому стріляв, тримаючи автомат в одній руці.
Однак, і самому Чорному Ангелу жити лишалось не довго. Про те, як польовий командир провів останні хвилини свого життя, красномовно свідчили сліди на снігу. Одразу після розстрілу прикордонників Гелаев кинувся вгору ущелиною, та пробіг всього близько п'ятдесяти метрів — сили танули з кожним кроком, з руки командира лилась кров. Гелаєв боровся за життя до останнього. Судячи з калюжі крові, він зупинився, Відрізав ліву руку і кинув її на сніг разом з ножем. Потім дістав з польової аптечки гумовий джгут, наклав його на залишки руки, зробив ще кілька кроків, впав, знову встав. Чорний Ангел пройшов ще п'ятдесят метрів і знову зупинився. Вийняв з кишені банку розчинного Nescafe, пожував порошок, очевидно, в надії, що це надасть йому сил. Потім дістав і надкусив плитку шоколаду «Альонка». Останні метри у бік грузинського кордону польовий командир повз на чотирьох. Так він і помер у цій позі з затиснутою в руці шоколадкою.

2. "Не було бомжуватого вигляду у польового командира і шоколадки «Альонка» в правій руці, не жував Гелаєв розчинний «Нескафе», не було смерті на четвереньках. Руслан Гелаєв помер 28 лютого з широко розплющеними очима, напівлежачи-напівсидячи, притулившись спиною до дерева на березі маленької гірської річки Тімберісхвері, не дійшовши вісімнадцять кілометрів до грузинського кордону на перевалі Мушак. «Одягнутий був у теплу цивільну куртку, теплі штани і гумові чоботи. Він виглядав дуже охайно, було видно, що останні дні свого життя він провів у достатку, потім з'ясувалося, що у нього навіть груди були повністю поголені і сам він був весь поголений, а борода охайно підстрижена, на ногах — чисті теплі вовняні шкарпетки. В рюкзаку у нього був знайдений фамільний кинджал з вигравіюваною датою „1890 рік“» 

## Пам'ять
На честь Гелаєва названо чеченський миротворчий батальйон імені Хамзата Гелаєва, який воює на боці Збройних сил України.
28 жовтня 2022 року у місті Кривий Ріг вулицю Хабаровську перейменували на вулицю Хамзата Гелаєва.